# Agriopis aurantiaria
Agriopis aurantiaria là một loài bướm đêm trong họ Geometridae.

## Hình ảnh

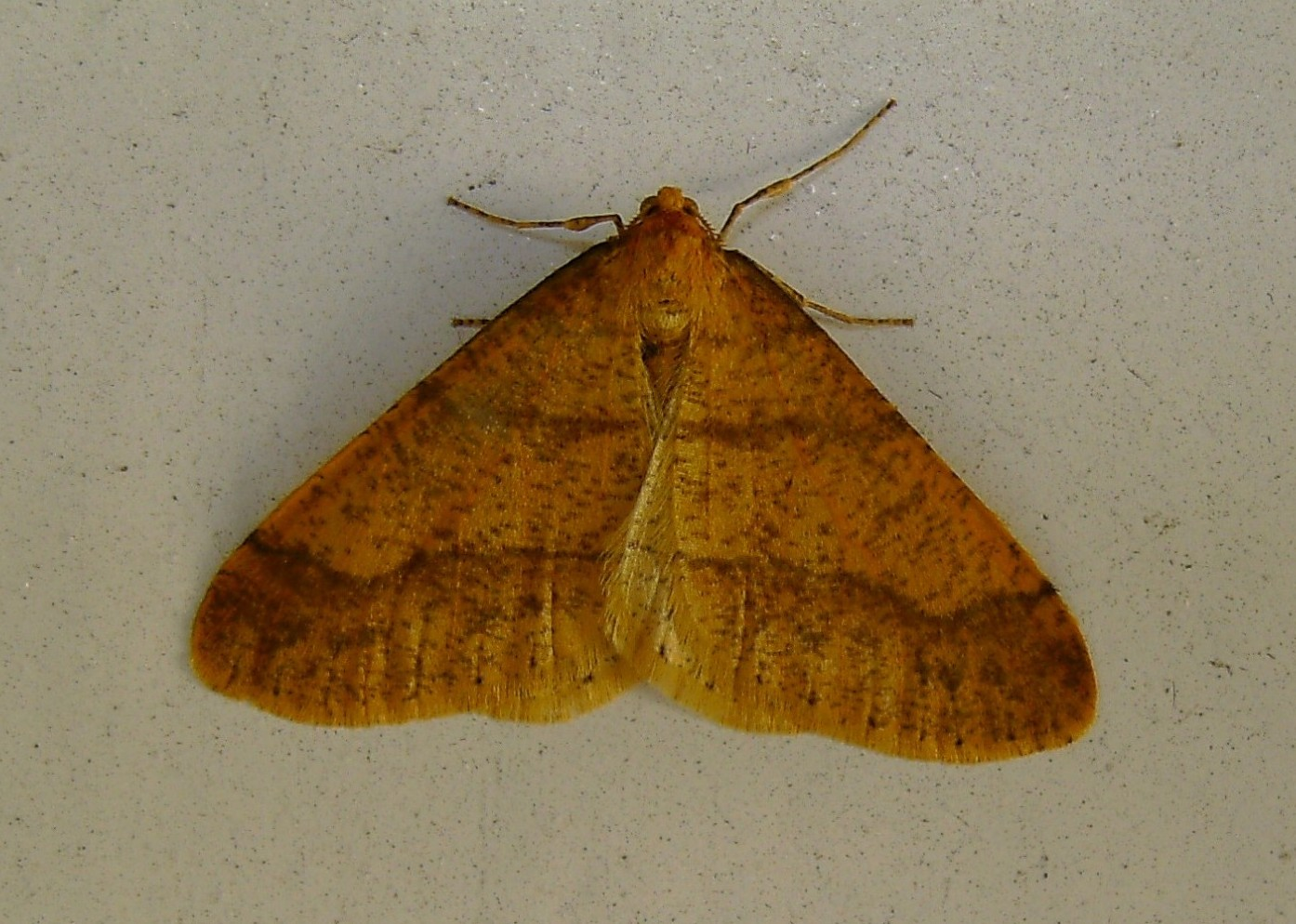
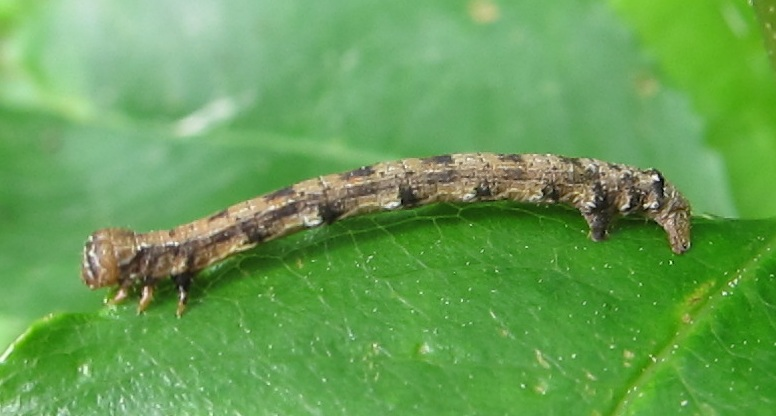
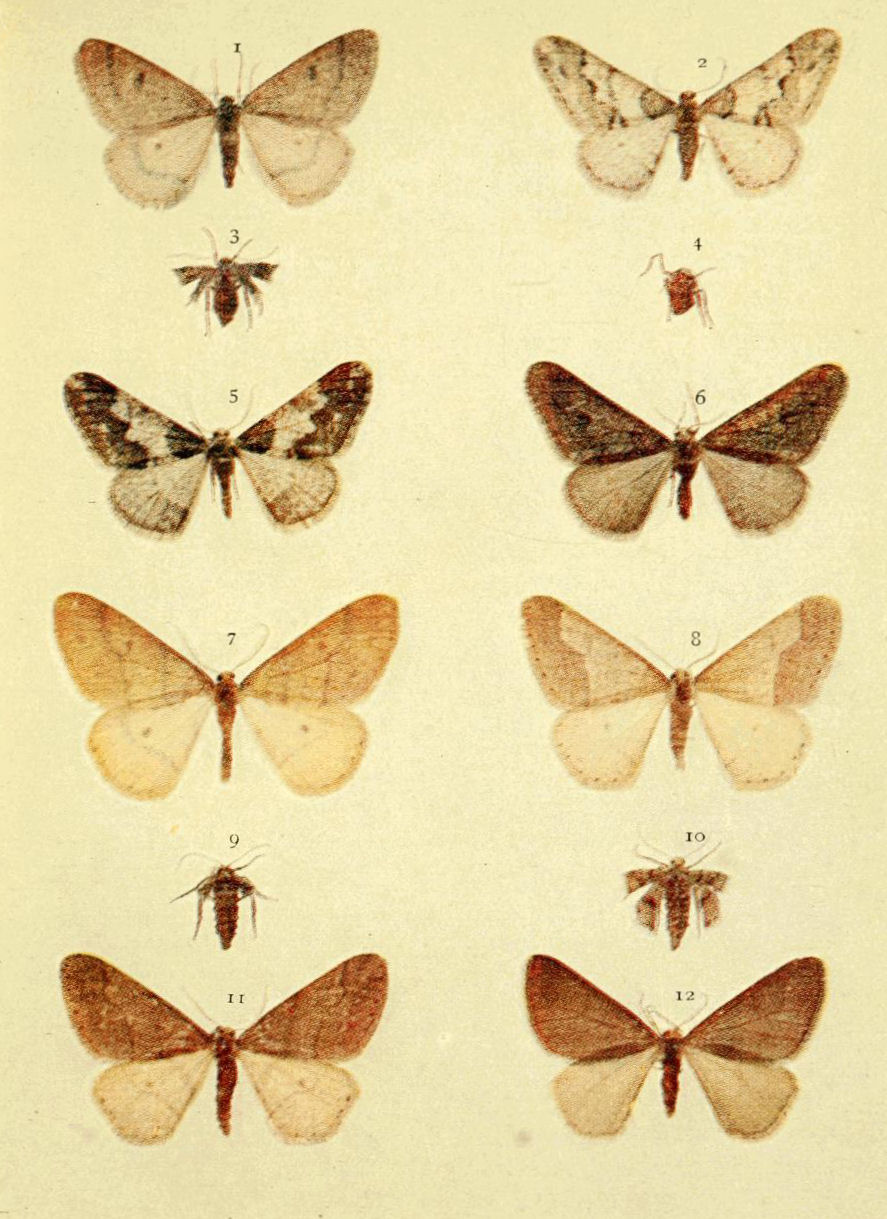
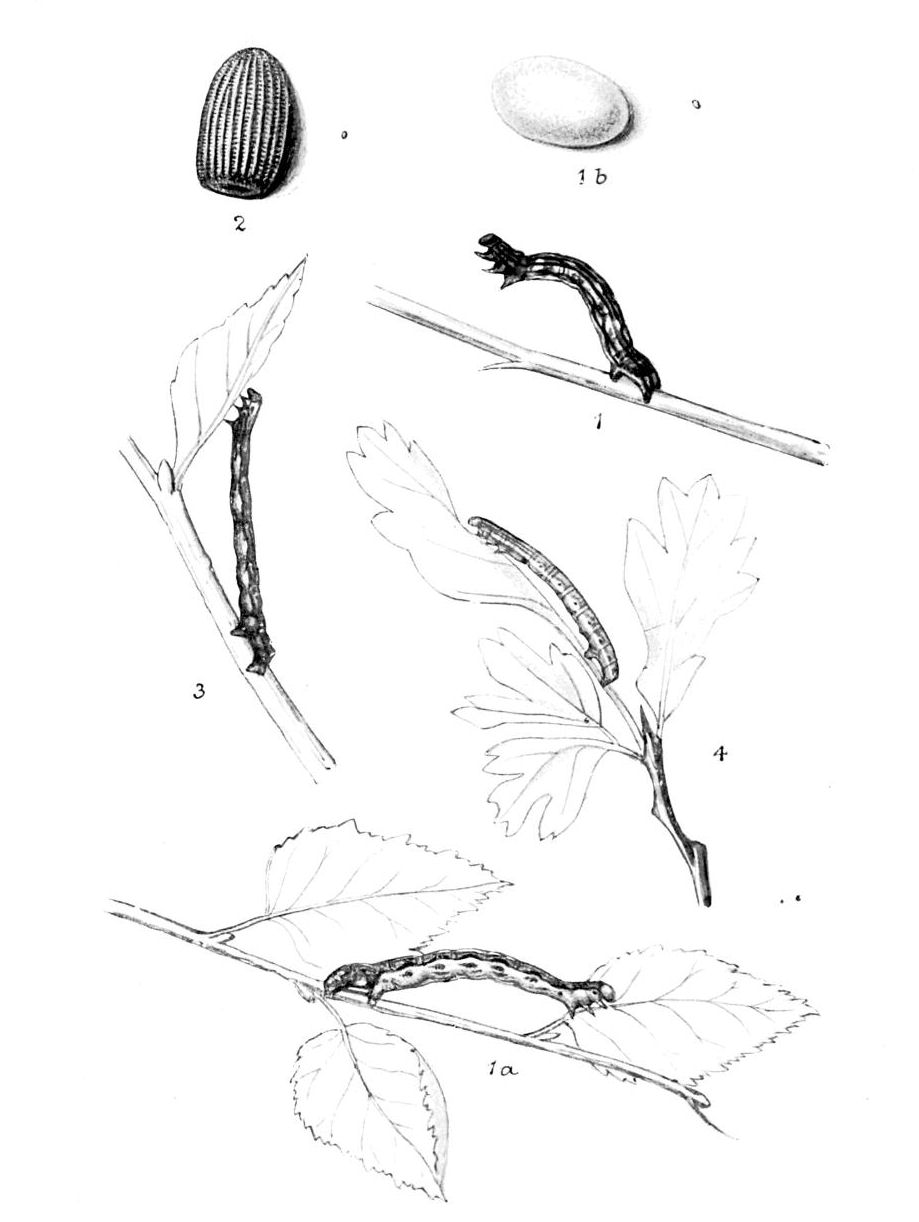